# Victor Cup 1994
Der Victor Cup 1994 im Badminton fand vom 28. April bis zum 1. Mai 1994 in Salzgitter statt.

## Medaillengewinner
| Disziplin    | Gold                              | Silber                          | Bronze                               |
| ------------ | --------------------------------- | ------------------------------- | ------------------------------------ |
| Herreneinzel | Jesper Olsson                     | Lin Wei-chen                    | Hargiono                             |
| Herreneinzel | Jesper Olsson                     | Lin Wei-chen                    | Volker Renzelmann                    |
| Herrendoppel | Liao Wei-chieh Lin Shyau-hsin     | Michael Helber Markus Keck      | Thomas Damgaard Jan Jørgensen        |
| Herrendoppel | Liao Wei-chieh Lin Shyau-hsin     | Michael Helber Markus Keck      | Ger Shin-ming Yang Shih-jeng         |
| Damendoppel  | Lotta Andersson Karolina Ericsson | Katrin Schmidt Nicole Baldewein | Sarah Hore Ann Sandersson            |
| Damendoppel  | Lotta Andersson Karolina Ericsson | Katrin Schmidt Nicole Baldewein | Nicole Boom Beata Syta               |
| Mixed        | Jürgen Koch Irina Serova          | Uwe Ossenbrink Viola Rathgeber  | Boris Reichel Nicol Pitro            |
| Mixed        | Jürgen Koch Irina Serova          | Uwe Ossenbrink Viola Rathgeber  | Valeriy Strelcov Viktoria Evtushenko |